# Baron Percy
Baron Percy ist ein erblicher britischer Adelstitel, der zweimal in der Peerage of England und einmal in der Peerage of Great Britain verliehen wurde.

## Verleihungen
Der Titel wurde erstmals am 5. Februar 1299 für den Sir Henry de Percy of Alnwick aus der Familie Percy geschaffen, indem dieser durch Writ of Summons ins House of Lords berufen wurde. Der 4. Baron wurde 1377 zum Earl of Northumberland erhoben. Er rebellierte gegen den König und bekam 1405 seine Titel aberkannt. Sie wurden 1416 für seinen Enkel wiederhergestellt. Dessen Sohn, der 3. Earl, stand im Rosenkrieg auf Seiten Lancasters, weshalb ihm 1461 seine Titel aberkannt wurden. Sie wurden 1470 für seinen Sohn wiederhergestellt. Als dessen Enkel, der 6. Earl, 1537 kinderlos starb, war dessen Erbe und Bruder Sir Thomas Percy gerade wegen Hochverrates hingerichtet worden. Sein Erbanspruch auf die Titel und der seiner Erben war dadurch verwirkt, so dass die beiden Titel erloschen.
Für Sir Thomas Percys Sohn, Thomas Percy, wurde am 30. April 1557 in zweiter Verleihung der Titel Baron Percy neu geschaffen. Der Titel wurde ihm nicht durch Writ of Summons, sondern durch Letters Patent verliehen. Die Baronie war dadurch ausschließlich in männlicher Nachkommenlinie erblich. Zwei Tage später, am 1. Mai 1557 wurde ihm auch der Titel Earl of Northumberland neu geschaffen. Die Neuschaffung des Earldom wird teils auch als Wiederherstellung des 1537 verwirkten Earlstitels betrachtet, Thomas Percy wird daher oft als 7. Earl gezählt. All seine Titel erloschen schließlich 1670 beim Tod seines Nachfahren Joceline Percy, des 11. Earls.
In dritter Verleihung wurde der Titel am 23. November 1722 für Algernon Seymour, 7. Duke of Somerset geschaffen, indem dieser durch Writ of Summons ins House of Lords berufen wurde. Die Verleihung der Baronie geschah aufgrund von Verfahrensfehlern, aufgrund der irrigen Annahme, auch die Baronie zweiter Verleihung sei in weiblicher Linie erblich und wäre somit zuletzt von seiner Mutter Elizabeth Percy gehalten worden. Stattdessen konstatierte der Writ of Summons die Neuverleihung des Titels, die damit die letzte Verleihung einer Barony by writ in der britischen Geschichte und die einzige in der Peerage of Great Britain war. Der Titel war entsprechend auch in weiblicher Linie erblich. Heutiger Titelinhaber ist seit 1995 Ralph Percy, 12. Duke of Northumberland als 11. Baron Percy.

## Liste der Baron Percy

### Barone Percy (of Alnwick), erste Verleihung (1299)
- Henry Percy, 1. Baron Percy (1273–1314)
- Henry Percy, 2. Baron Percy (1300–1352)
- Henry Percy, 3. Baron Percy (1320–1368)
- Henry Percy, 1. Earl of Northumberland, 4. Baron Percy (1341–1408) (Titel verwirkt 1405)
- Henry Percy, 2. Earl of Northumberland, 5. Baron Percy (1394–1455) (Titel wiederhergestellt 1416)
- Henry Percy, 3. Earl of Northumberland, 6. Baron Percy (1421–1461) (Titel verwirkt 1461)
- Henry Percy, 4. Earl of Northumberland, 7. Baron Percy (1449–1489) (Titel wiederhergestellt 1470)
- Henry Percy, 5. Earl of Northumberland, 8. Baron Percy (1478–1527)
- Henry Percy, 6. Earl of Northumberland (1502–1537)

### Barone Percy (of Alnwick), zweite Verleihung (1557)
- Thomas Percy, 7. Earl of Northumberland, 1. Baron Percy (1528–1572)
- Henry Percy, 8. Earl of Northumberland, 2. Baron Percy (1532–1585)
- Henry Percy, 9. Earl of Northumberland, 3. Baron Percy (1564–1632)
- Algernon Percy, 10. Earl of Northumberland, 4. Baron Percy (1602–1668) (folgte durch Writ of Acceleration bereits 1626 als Baron Percy)
- Joceline Percy, 11. Earl of Northumberland, 5. Baron Percy (1644–1670)

### Barone Percy, dritte Verleihung (1722)
- Algernon Seymour, 7. Duke of Somerset, 1. Baron Percy (1684–1750)
- Elizabeth Percy, Duchess of Northumberland, 2. Baroness Percy (1716–1776)
- Hugh Percy, 2. Duke of Northumberland, 3. Baron Percy (1742–1817)
- Hugh Percy, 3. Duke of Northumberland, 4. Baron Percy (1785–1847) (folgte durch Writ of Acceleration bereits 1812 als Baron Percy)
- Algernon Percy, 4. Duke of Northumberland, 5. Baron Percy (1792–1865)
- John Stewart-Murray, 7. Duke of Atholl, 6. Baron Percy (1840–1917)
- John Stewart-Murray, 8. Duke of Atholl, 7. Baron Percy (1871–1942)
- James Stewart-Murray, 9. Duke of Atholl, 8. Baron Percy (1879–1957)
- Hugh Percy, 10. Duke of Northumberland, 9. Baron Percy (1914–1988)
- Henry Percy, 11. Duke of Northumberland, 10. Baron Percy (1953–1995)
- Ralph Percy, 12. Duke of Northumberland, 11. Baron Percy (* 1956)

Voraussichtlicher Titelerbe (Heir apparent) ist der Sohn des aktuellen Titelinhabers, George Dominic Percy, Earl Percy (* 1984).